# Шлемоносный манакин
Шлемоносный манакин (лат. Chiroxiphia galeata) — небольшой вид птиц семейства манакиновые.

## Описание
Он обитает в серрадо и пантанале Бразилии, а также на северо-востоке Парагвая и приграничных районах Боливии. В отличие от большинства других манакинов, птица не встречается в регионах с влажными первичными лесами (например, Амазонки), однако обитает в различных типах леса и кустарниках в полувлажных или довольно засушливых регионах, обычно у воды. До 1998 года, когда был описан очень редкий вид Antilophia bokermanni, шлемоносный манакин был единственным представителем рода шлемоносных манакинов.
У шлемоносного манакина наблюдается половой диморфизм: самцы полностью чёрные с красным гребнем, а самки оливково-зелёные с маленьким гребешком. Оба пола имеют длинный хвост. В отличие от многих других манакинов, самцы не токуют, но имеют свои собственные территории.